# Peter F. Ostwald
Peter Frederic Ostwald (* 5. Januar 1928 in Berlin; † 25. Mai 1996 in San Francisco) war ein deutsch-US-amerikanischer Psychiater, der bekannt war für sein Werk über die Interaktion zwischen Musik und Psychiatrie.
Ostwald war Professor für Psychiatrie und Mitbegründer des Health Program for Performing Artists der University of California, San Francisco.
Er veröffentlichte u. a. über Robert Schumann, Wolfgang Amadeus Mozart, Glenn Gould, Vaslav Nijinsky und gab eine Aufsatzsammlung über den Ring des Nibelungen von Richard Wagner heraus.

## Veröffentlichungen (Auswahl)
- Ich bin Gott – Waslaw Nijinski, Leben und Wahnsinn, Übersetzung von Christian Golusda, Europäische Verlagsanstalt, Hamburg 1997, ISBN 3-434-50066-9.
- Schumann. Music and Madness, in englischer Sprache, Verlag Victor Gollancz Ltd. London, 1985, ISBN 9780575035461.
- The threat to the cosmic order. Psychological, social, and health implications of Richard Wagner's Ring of the Nibelung, Aufsatzsammlung herausgegeben mit Leonard S. Zegans, International University Press, Madison Connecticut, 1997 ISBN 0-8236-6528-3.Leonard S. Zegans, International University Press, Madison Connecticut, 1997 ISBN 0-8236-6528-3.
- Mozart – Freuden und Leiden des Genies, (Hrsg. mit Leonard S. Zegans,), Übersetzung von Florian Langegger, Kohlhammer Verlag, 1997, ISBN 978-3-17-014041-7.
- Glenn Gould. The Ecstasy and Tragedy of Genius, in englischer Sprache, Verlag W. W. Norton Company, 1998, ISBN 0393318478.